# Bamboo
Bamboo var ett svenskt popband som var aktiva 1967-1970.
Gruppen bildades 1967 i Stockholm och slog igenom 1968 med Everybody's Gone Home (David Justine) / Can't You Come to Me (M Rickfors).
Ytterligare en singel släpptes, 1969, To Know You Is To Love You (Spector) / Touch (M Rickfors). Producent var en viss Anders "Henkan" Henriksson. 
Bamboo startades av Bo Waldersten. 
Medlemmar vid starten var bröderna Bo Waldersten (gitarr, trumpet) och Bengt Waldersten (trummor), Mikael Rickfors (bas, sång) samt Peter Frick (gitarr) som ersattes av Ronny Roswall (gitarr).
Jan Bråthe (bas, trombon) ersatte Rickfors som basist och Ronnie Gustafsson (gitarr) kom in sommaren 1969 när Waldersten gick över till annan verksamhet inom skivbranschen och blev musikproducent. Han är för övrigt far till Jesper Waldersten.
The Hollies hade lagt märke den svenska sångaren när Bamboo varit deras förband under en Skandinavienturné 1967. Bamboo upplöstes 1970 då Mikael Rickfors gick till engelska Hollies.